# AutoHotKey
AutoHotkey — це вільний відкритий засіб створення макросів і автоматизації, що дозволяє користувачам автоматизувати повторювані завдання у Microsoft Windows. AutoHotkey дає можливість змінити користувацький інтерфейс будь-якої програми (наприклад, перевизначенням звичайних в Windows гарячих клавіш на їхню подобу в Emacs'і). Це досягається завдяки власній скриптовій мові, розробленої для роботи з клавіатурними скороченнями і гарячими клавішами.

## Можливості
Скрипти AutoHotkey можуть використовуватися для запуску програм, відкриття документів, надсилання клавіатурних подій та рухів і кліків мишею. Скрипти AutoHotkey можуть також працювати зі змінними, виконувати цикли й керувати вікнами, файлами і теками. Ці команди пов'язуються з гарячими клавішами, наприклад скрипт що відчиняє інтернет бравзер щоразу, як користувач натискає Ctrl+Alt+i на клавіатурі. Клавіші також можуть бути переназначені або вимкнені, наприклад натискаючи на клавіатурі літеру q, одержуєте замість неї літеру r або взагалі нічого. AutoHotkey також забезпечує дію 'гарячих стрічок', які автоматично заміняють деякий текст одразу після набору; найбільш розповсюдженим використанням гарячих стрічок є розширення абревіатур, наприклад заміною стрічки «btw» на текст «by the way» після набору, або текст «%o» на «відсоток».
Дещо складніші завдання можуть бути вирішені створенням довільних користувацьких форм вводу, роботою з системним реєстром і використанням Windows API (за допомогою виклику функцій з DLL модулів). Скрипти можуть бути скомпільовані у виконувані файли, які для свого виконання на іншому комп'ютері не потребуватимуть встановленого AutoHotkey. Наявний джерельний код написаний мовою C++ та компілюється за допомогою Visual Studio Express.
Роботою із вказівниками, AHK подібний до мови C.
Поширене використання AutoHotkey для таких завдань:
- Перевизначення клавіш, наприклад заміна QWERTY на Dvorak або іншу альтернативну розкладку клавіатури.
- Використання скорочень для заповнення часто вживаних імен файлів чи інших фраз.
- Керування курсором миші з клавіатури або джойстика.
- Відкриття програм, документів та вебсайтів простим натисканням клавіш.
- Додавання підпису до листа, повідомлення на форумі та інше.
- Стеження за системою і автоматичне закриття небажаних програм.
- Автоматичне нагадування, сканування системи або резервне копіювання за розкладом.
- Автоматизація повторюваних дій в онлайн іграх
- Автоматизація заповнення форм вводу (тобто, воно може заповнювати ваше ім'я, адресу, etc. автоматично)
- Швидке тестування коду перед реалізацією його іншою мовою програмування

## Виноски
1. 1 2  https://autohotkey.com/foundation/
2. ↑  The autohotkey Open Source Project on Open Hub: Languages Page — 2006.
3. ↑  https://www.autohotkey.com/
4. ↑  Contact Erica Sadun: Comment (19 серпня 2005). Ericasadun 2005 Life Hacker. Lifehacker.com. Архів оригіналу за 5 вересня 2011. Процитовано 2 грудня 2011. [Архівовано 2005-10-24 у Wayback Machine.]
5. ↑  AutoHotkey Tutorial: Macro and Hotkey Creation. Autohotkey.com. Архів оригіналу за 18 лютого 2016. Процитовано 2 грудня 2011.
6. ↑  Remapping Keys and Buttons. Autohotkey.com. Архів оригіналу за 14 березня 2016. Процитовано 2 грудня 2011.
7. ↑  Hotstrings and Auto-replace (similar to AutoText and AutoCorrect). Autohotkey.com. 9 січня 2005. Архів оригіналу за 5 березня 2016. Процитовано 2 грудня 2011.
8. ↑  AutoHotkey Changes and New Features, v1.0.47 - June 19, 2007. Autohotkey.com. Архів оригіналу за 20 червня 2013. Процитовано 2 грудня 2011.